# San Salvador Tizatlalli
San Salvador Tizatlalli  är en stad i kommunen Metepec i delstaten Mexiko i Mexiko. Samhället hade 70 013 invånare vid folkräkningen år 2020.